# アナコットマイ政党
アナコットマイ政党  （タイ語: พรรคอนาคตใหม่, 日本語: 新未来政党）は、2018年3月にタナトーン・ジュンルンアンキット（タイ・サミット・グループの元副社長）とピヤブゥッ・サェンカノックン（元タマサート大学法学部教授）によって設立されたタイの政党。

## 歴史
2018年9月、アナコットマイ政党は選挙管理委員会によって正式に承認され、党が会員の登録と資金調達を始めることが可能となった。
結党後初となる2019年3月の総選挙では反軍政を掲げ81議席を獲得し躍進した。しかし、憲法に違反して議員立候補時にメディア会社の株式を保有していたとして11月にタナトーン党首が議員資格を剥奪され、さらに翌年2月21日にはタナトーン党首が党に行った計一億九千万バーツ（約六億八千万円）の融資が政党法に違反するとして党の解党を命じられた。
なお党解散に伴い所属議員はルアム・パットナ・チャートタイ党という小政党に移籍し、翌2020年に前進党と改称している。

## 政策
基本政策
1. 権力の分散
2. 福祉国家
3. 教育への支出拡大

政策の柱
1. 独裁的政権への抵抗
2. 公共輸送の発展
3. テクノロジー、農業の促進、土地所有権問題の解決、農民の発展
4. デジタルエコノミーの促進
5. 透明性のある政府運営
6. 多様性の受け入れ
7. 環境保護
8. 徴兵制と軍事革命の廃止

## 設立メンバー
| - ラムカンヘン大学の活動家および学部生であるキットタナン・ティバンジョン。 - カンポン・タウェーサック、KorPunGun海外教育センター。 - クンティダー・ルンレンキアット、フィンランドの教育システムを専門とする学者。 - 社会技術研究所のカイコン・ウィッタヤカン。 - クリス・ポタナンダンナー、ビジネスマンおよび弁護士。 - LGBTの権利活動家の共同創設者であるカタウット・カッ・カンピブーン。 - チャッムナン・チャンルアン、政治および法の大学付属講師、 Amnesty Thailandの元会長。 - チョティトッス・ナックスット、作家。 - チャイワット・ワナコット、タマサート大学学部。 - ティチヤー・チムチャレウン、フリーランス翻訳者および作家。 - タオピポップ・リミジテラコン、クラフトビール醸造所、ビジネスマン、そしてフリーランスのツアーガイド。 - タナトーン・ジュンルンアンキット、ビジネスマン兼活動家、自動車部品メーカーThai Summit Groupの副社長。 - コンテンツ作成者のタンヤナン・クアンヌプン。 - タララット・パンヤ 大学法学部女性権利活動家。 |

## 党指導部
アナコット政党の執行委員会は、月2018で党の最初の公式会議中に投票で選出された
| ポジション                              | 名前                               | 期間                                                                              |
| --------------------------------------- | ---------------------------------- | --------------------------------------------------------------------------------- |
| 党首                                    | タナトーン・ジュンルンアンキット   | 2018年5月27日 - 以降                                                              |
| 事務総長                                | ピヤブリト・セーンカノックル       | 2018年5月27日 - 以降                                                              |
| 副リーダー                              | クンティダー・ルンレンキアット     | 2018年5月27日 - 以降                                                              |
| 副リーダー                              | チャムナンチャンルアン             | 2018年5月27日 - 以降                                                              |
| 副リーダー                              | LTG ポンサコン・ロッチャッムポォー | 2018年5月27日 - 以降                                                              |
| 副リーダー                              | ロナウィット・ロラートソーンソーン | 2018年5月27日 - 以降                                                              |
| スポークスマン                          | パンニカ・ワニッチ                 | 2018年5月27日 - 以降                                                              |
| レジストラ                              | クライコンヴァイドヤーカル         | 2018年5月27日 - 以降                                                              |
| 会計                                    | ニチパット                         | 2018年5月27日 - 以降                                                              |
| 実行委員会 （労働ネットワーク）         | スントーンブニョド                 | 2018年5月27日 - 以降                                                              |
| 実行委員会 （新世代ネットワーク - NGN） | 空き                               | 2018年5月27日 - 2018年11月29日 ウィパパン・ヲンサワン; 辞任 2018年11月29日 - 以降 |
| 実行委員会（北）                        | ヤオワラック・ヲンウラパラット     | 2018年5月27日 - 以降                                                              |
| 実行委員会（中央）                      | スラチャイ・シサラカッム           | 2018年5月27日 - 以降                                                              |
| 実行委員会（南）                        | ジャネヴィット・クライシン         | 2018年5月27日 - 以降                                                              |
| 実行委員会（北東）                      | チャン・ファクディスリ             | 2018年5月27日 - 以降                                                              |
| 実行委員会                              | ヤルワンサルニヤゲート             | 2018年5月27日 - 以降                                                              |
| 実行委員会                              | ニラマンスライマン                 | 2018年5月27日 - 以降                                                              |